# Gianni Bugno
Gianni Bugno (Brugg, 14 febbraio 1964) è un dirigente sportivo ed ex ciclista su strada italiano.
Professionista dal 1985 al 1998, fu campione del mondo su strada nel 1991 e nel 1992. In carriera ottenne 72 vittorie. Si aggiudicò nove vittorie di tappa al Giro d'Italia, nonché il successo finale nel 1990, oltre a quattro tappe al Tour de France e due alla Vuelta a España; fece inoltre sue una Milano-Sanremo, un Giro delle Fiandre, una Milano-Torino e un Giro dell'Emilia.
Grazie alla sua versatilità, Bugno fu in grado di vincere un giro d’Italia, classiche, gare a cronometro, tappe di montagna e con arrivo in volata, partecipando sempre a tutte le più importanti competizioni ciclistiche della stagione. Tra il 1990 e il 1991 fu inoltre numero uno della classifica mondiale UCI.

## Carriera
Nato in Svizzera tedesca, ma da sempre residente a Monza, passò professionista nel settembre 1985 con l'Atala-Ofmega di Franco Cribiori. Nel 1988 passò alla Chateau d'Ax/Gatorade di Vittorio Algeri e Gianluigi Stanga, rimanendovi per sette anni, compresa la stagione 1994 quando gareggiò per il Team Polti, la stessa squadra che aveva cambiato sponsor. Vestì poi per due anni la maglia della MG Maglificio-Technogym di Giancarlo Ferretti e infine per altri due quella del team Mapei.
Nel 1990 vinse il Giro d'Italia, indossando la maglia rosa dalla prima all'ultima tappa, come avevano saputo fare prima di lui solo Costante Girardengo, Alfredo Binda e Eddy Merckx. Nello stesso anno vinse la medaglia di bronzo ai campionati del mondo di Utsunomiya. Nei due anni successivi, rispettivamente a Stoccarda e Benidorm, ottenne il titolo di campione del mondo. Nel 1991 si impose in una volata a quattro con Steven Rooks, Miguel Indurain e Álvaro Mejía; l'anno dopo, "pilotato" dal gregario Giancarlo Perini, prevalse in uno sprint di gruppo, divenendo il quarto ciclista nella storia a vincere il titolo per due anni consecutivi dopo Georges Ronsse, Rik Van Steenbergen e Rik Van Looy.
Sempre nel 1990 Bugno si aggiudicò la vittoria della Milano-Sanremo e della Wincanton Classic, vincendo anche la classifica finale della Coppa del mondo. In Coppa vinse anche la Clásica San Sebastián del 1991 (con 30 km di fuga solitaria) e il Giro delle Fiandre del 1994 (battendo Johan Museeuw al fotofinish). Dopo la vittoria in Coppa del mondo nel 1990, arrivò altre due volte tra i primi dieci della speciale classifica, settimo nel 1994 (l'anno della vittoria al Fiandre) e sesto nel 1995 (stagione con alcuni bei piazzamenti in importanti gare di un giorno).
Non riuscì invece mai a vincere la sua corsa "di casa", il Giro di Lombardia. Si classificò comunque secondo nel 1988, alle spalle di Charly Mottet, e sesto nel 1996, nell'ultimo suo assalto, purtroppo fallito, a una grande classica. Tra i piazzamenti più prestigiosi, da segnalare il secondo posto nella Gand-Wevelgem 1988 vinta in volata da Sean Kelly, nell'Amstel Gold Race 1993, nella Liegi-Bastogne-Liegi e nel Gran Premio di Svizzera 1995 in cui pochissimi centimetri lo divisero da Johan Museeuw.

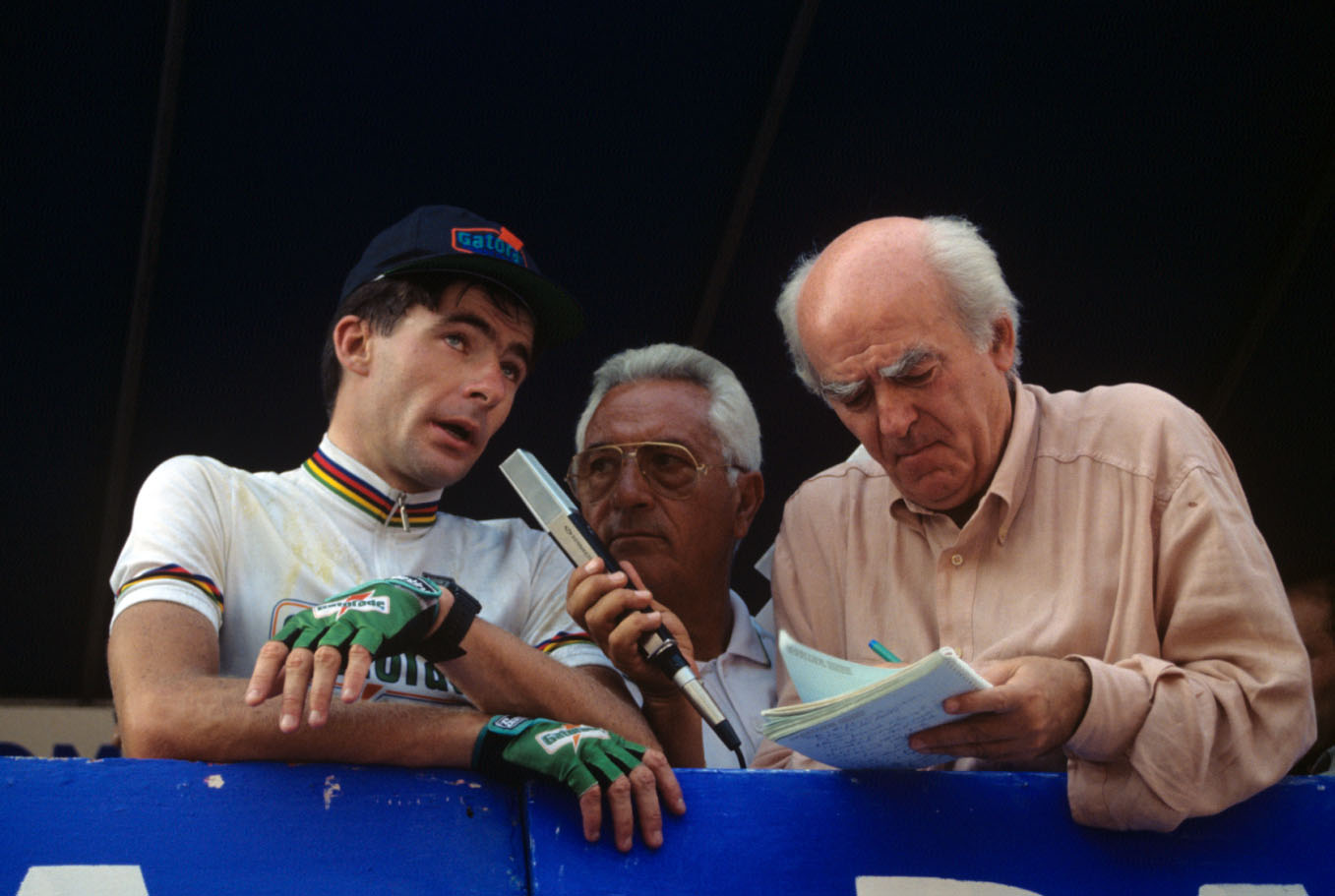
Bugno intervistato da Adriano De Zan al Giro del Lazio nel 1992

Oltre al Giro d'Italia del 1990, vinse altre gare a tappe: il Giro del Trentino nel 1990, il Giro di Calabria nel 1988, la Bicicletta Basca nel 1991 e il Giro del Mediterraneo nel 1995. Al Tour de France conquistò il secondo posto in classifica generale nel 1991, dietro a Miguel Indurain, e il terzo nel 1992, preceduto da Indurain e da Claudio Chiappucci. Inoltre fece sua per due anni consecutivi (1990-1991) la tappa dell'Alpe d'Huez. Altri piazzamenti nelle gare a tappe furono il settimo posto al Tour de France nel 1990, il quarto posto al Giro d'Italia nel 1991 e l'ottavo posto al Giro d'Italia nel 1994. Fu secondo al Giro di Svizzera nel 1992, terzo nel 1996, terzo al Giro del Delfinato nel 1992 e secondo alla Vuelta a Burgos nel 1991.
In Italia ottenne due vittorie nel campionato italiano su strada (1991 Giro del Friuli e 1995 Trofeo Matteotti), tre Giri dell'Appennino consecutivi (1986-1988),nel primo battendo da neo professionista nettamente Francesco Moser allo sprint, due Coppe Agostoni (1988 e 1995), un Giro del Piemonte (1986), una Tre Valli Varesine (1989), un Giro dell'Emilia (1992), una Milano-Torino (1992), un Giro del Lazio (1992). Per due volte è arrivato secondo al campionato italiano, battuto nel 1989 al fotofinish da Moreno Argentin e nel 1993 per distacco da Massimo Podenzana.
Nell'agosto del 1994 fu trovato positivo alla caffeina a un controllo antidoping e fu squalificato per tre mesi. Si ritirò dal mondo del ciclismo professionistico nel 1998, al termine dell'ultima gara stagionale, il Giro di Lombardia.
Il 12 aprile 2006 è stato insignito del premio Appennino d'oro da parte dell'U.S. Pontedecimo Sezione Ciclismo per aver vinto per ben tre volte consecutive il Giro dell'Appennino (1986, 1987 e 1988), oltre ad essere arrivato secondo nel 1989 e nel 1991.

## L'impegno politico
Nel 2010 viene candidato alle elezioni Regionali in Lombardia, nel listino collegato al candidato governatore del centrosinistra Filippo Penati, senza risultare eletto.
Nell'autunno 2021 si candida alle elezioni comunali di Milano nella lista dei Riformisti, a sostegno del sindaco Giuseppe Sala, ma non risulta eletto (135 preferenze).

## Vita privata
Sposato, ha due figli. Il maggiore, Alessio (nato il 27 marzo 1990), è calciatore semi professionista e gioca come difensore, (Alessio è padre di Beatrice, nata a maggio 2021) mentre il minore, Alessandro, è nato il 24 settembre 1999.
Negli anni 2000 si dedica al volo, è un pilota di elisoccorso ed è pilota dell'elicottero di ripresa del Giro d'Italia dal 2008. Nel 2020, in seguito ad un malore a fine turno HEMS, gli viene però sospesa la licenza di volo.

## Palmarès

### Pista
- 1980 (esordienti)

Campionati italiani, Inseguimento individuale
Campionati italiani, Inseguimento a squadre
- 1981 (juniores)

Campionati italiani, Inseguimento a squadre
- 1982 (juniores)

Campionati italiani, Individuale a punti
Campionati italiani, Inseguimento a squadre

### Strada
- 1983 (dilettanti)

Targa d'Oro Città di Varese
Campionati italiani, Prova in linea dilettanti seconda serie
- 1984 (dilettanti)

Coppa d'Inverno
- 1985 (dilettanti)

Gran Premio di Diano Marina
Gran Premio Santa Rita
Gran Premio della Liberazione
5ª tappa Giro delle Regioni (Cattolica > Marzabotto)
- 1986 (Atala, tre vittorie)

Giro dell'Appennino
Giro del Friuli
Giro del Piemonte
- 1987 (Atala, quattro vittorie)

3ª tappa Giro del Trentino (Peio Fonti > Arco di Trento)
Giro dell'Appennino
Gran Premio Città di Camaiore
Coppa Sabatini
- 1988 (Chateau d'Ax, sette vittorie)

1ª tappa Giro di Calabria (Crotone > Cosenza)
Classifica generale Giro di Calabria
Coppa Agostoni
Giro dell'Appennino
2ª tappa Tour de Romandie (Delémont > Courtemaîche)
18ª tappa Tour de France (Ruelle-sur-Touvre > Limoges)
3ª prova Gran Premio Sanson (Verona)
- 1989 (Chateau d'Ax, tre vittorie)

21ª tappa Giro d'Italia (La Spezia > Prato)
3ª prova Gran Premio Sanson (Marostica)
Tre Valli Varesine
- 1990 (Chateau d'Ax, dieci vittorie)

Milano-Sanremo
3ª tappa Giro del Trentino (Strembo > Passo del Tonale)
Classifica generale Giro del Trentino
1ª tappa Giro d'Italia (Bari, cronometro)
7ª tappa Giro d'Italia (Fabriano > Vallombrosa)
19ª tappa Giro d'Italia (Gallarate > Sacro Monte di Varese, cronometro)
Classifica generale Giro d'Italia
11ª tappa Tour de France (Saint-Gervais-les-Bains > Alpe d'Huez)
18ª tappa Tour de France (Pau > Bordeaux)
Wincanton Classic
- 1991 (Gatorade, undici vittorie)

2ª tappa, 1ª semitappa Giro d'Italia (Olbia > Sassari)
10ª tappa Giro d'Italia (Collecchio > Langhirano, cronometro)
19ª tappa Giro d'Italia (Castelfranco Veneto > Brescia)
Giro del Friuli (valido come Campionati italiani, Prova in linea)
1ª tappa Euskal Bizikleta (Balmaseda)
Classifica generale Euskal Bizikleta
17ª tappa Tour de France (Pau > Alpe d'Huez)
Classica di San Sebastián
2ª tappa Vuelta a Burgos
Campionati del mondo, Prova in linea
Cronoscalata della Futa-Memorial Gastone Nencini
- 1992 (Gatorade, cinque vittorie)

4ª tappa Tour de Suisse (Sciaffusa, cronometro)
Campionati del mondo, Prova in linea
Giro del Lazio
Giro dell'Emilia
Milano-Torino
- 1993 (Gatorade, quattro vittorie)

Grosser Preis des Kantons Aargau
Grand Prix Telekom (cronometro a coppie, con Maurizio Fondriest)
2ª tappa Euskal Bizikleta (Bilbao > Estella)
3ª tappa Vuelta a Galicia (O Porriño)
- 1994 (Team Polti, tre vittorie)

Giro delle Fiandre
3ª tappa Giro d'Italia (Osimo > Loreto Aprutino)
4ª tappa Euskal Bizikleta (Saint-Jean-de-Luz > Eibar)
- 1995 (MG Boys, cinque vittorie)

4ª tappa, 2ª semitappa Giro del Mediterraneo (Hyères > Tolone/Monte Faron)
5ª tappa Giro del Mediterraneo (Tolone > Marsiglia)
Classifica generale Giro del Mediterraneo
Trofeo Matteotti (valido come Campionati italiani, Prova in linea)
Coppa Agostoni
- 1996 (MG Boys, quattro vittorie)

1ª tappa Giro del Trentino (Arco di Trento > Riva del Garda)
15ª tappa Giro d'Italia (Briançon > Aosta)
5ª tappa Tour de Suisse (Oberwald > Ascona)
20ª tappa Vuelta a España (Avila > Palazuelos de Eresma)
- 1997 (Mapei, una vittoria)

10ª tappa Tour de Langkawi (Jeli > Gerik)
- 1998 (Mapei, una vittoria)

12ª tappa Vuelta a España (Benasque > Jaca)

### Altri successi
- 1987 (Atala)

Criterium di Possagno
- 1988 (Chateau d'Ax)

Criterium di Orsenigo
- 1990 (Chateau d'Ax)

Classifica a punti Giro d'Italia
Trofeo Bonacossa Giro d'Italia
Classifica finale Coppa del Mondo
Classifica UCI Road World Rankings
Criterium di Peer
Criterium di San Sebastian
- 1991 (Gatorade)

Classifica a punti Euskal Bizikleta
Criterium di Alconbendas
Criterium di Boxmeer
Criterium di Lariano
Classifica UCI Road World Rankings
- 1992 (Gatorade)

Criterium di Vandoeuvre
Classifica a punti Tour de Suisse (ex aequo con Giorgio Furlan)
- 1993 (Gatorade)

Premio Fair Play Tour de France
Criterium di Dijon
Criterium di Monein
- 1995 (MG Boys)

Criterium di Pordenone
Cronosquadre Giro del Mediterraneo
- 1996 (MG Boys)

Classifica a punti Tour de Suisse
Classifica combinata Tour de Suisse
- 1998 (Mapei)

Criterium di Firenze

## Piazzamenti

### Grandi Giri
- Giro d'Italia

1986: 41º
1987: ritirato
1988: ritirato
1989: 23º
1990: vincitore
1991: 4º
1993: 18º
1994: 8º
1996: 29º
1997: 75º
1998: 50º
- Tour de France

1988: 62º
1989: 11º
1990: 7º
1991: 2º
1992: 3º
1993: 20º
1994: ritirato (13ª tappa)
1995: 53º
- Vuelta a España

1996: 56º
1997: 95º
1998: 84º

### Classiche monumento
- Milano-Sanremo

1986: 111º
1987: 92º
1988: 73º
1989: 88º
1990: vincitore
1991: 42º
1992: 142º
1993: 30º
1994: 29º
1995: 44º
1996: 63º
1998: 138º
- Giro delle Fiandre

1989: 34º
1990: 12º
1993: 43º
1994: vincitore
1995: 37º
- Liegi-Bastogne-Liegi

1988: 19º
1989: 96º
1990: 7º
1991: 17º
1992: ritirato
1993: 48º
1994: 57º
1995: 2º
1996: 40º
1998: 82º
- Giro di Lombardia

1986: 15º
1987: 25º
1988: 2º
1989: 27º
1990: 13º
1992: 20º
1993: ritirato
1995: 20º
1996: 6º
1997: 30º
1998: ritirato

### Competizioni mondiali
- Campionati del mondo

Colorado Springs 1986 - In linea: 81º
Villach 1987 - In linea: 62º
Ronse 1988 - In linea: 52º
Chambéry 1989 - In linea: 8º
Utsunomiya 1990 - In linea: 3º
Stoccarda 1991 - In linea: vincitore
Benidorm 1992 - In linea: vincitore
Oslo 1993 - In linea: ritirato
Duitama 1995 - In linea: ritirato
Lugano 1996 - In linea: 12º
San Sebastián 1997 - In linea: 56º
Valkenburg 1998 - In linea: 51º
- Coppa del mondo

World Cup 1990: vincitore
World Cup 1991: 11º
World Cup 1992: 12º
World Cup 1994: 7º
World Cup 1995: 6º

## Riconoscimenti
- Atena d'argento nel 1989, 1990 e 1991
- Mendrisio d'oro del Velo Club Mendrisio nel 1990
- Giglio d'oro nel 1990 e 1991
- Sportivo italiano dell'anno della Gazzetta dello Sport nel 1990 e 1991
- Premio Sport del Comune di Camaiore nel 1993
- Appennino d'oro nel 2006
- Premio Vincenzo Torriani nel 2010
- Premio Franco Ballerini nel 2022
- Premio Sportilia nel 2024